# Tumerozetes circularis
Tumerozetes circularis är en kvalsterart som beskrevs av Hammer 1966. Tumerozetes circularis ingår i släktet Tumerozetes och familjen Tumerozetidae. Inga underarter finns listade i Catalogue of Life.